# Carlos Alvarado Lang
Carlos Alvarado Lang (La Piedad de Cabadas, 14 de enero de 1905 - Ciudad de México, 3 de septiembre de 1961) fue un grabador mexicano.

## Biografía
Carlos Alvarado inició sus estudios de bellas artes a los catorce años en la Escuela Nacional de Artes Plásticas de la Universidad Nacional Autónoma de México (UNAM). Después estudió grabado con Emiliano Valadéz en la Escuela Nacional de Bellas Artes (ENBA) en la Ciudad de México. En 1929 sustituyó a Valadéz en la ENBA, y al año siguiente ocupó la cátedra de grabado recién creada. Dirigió la ENBA de 1942 a 1949. A su muerte, sus obras fueron expuestas en la Escuela Nacional de Pintura, Escultura y Grabado "La Esmeralda", en el Museo de Arte Moderno, en el Palacio de Bellas Artes de la Ciudad de México y en otras instituciones notables de México.

## Obras
Sus obras más destacadas se encuentran en lugares de todo el mundo, como:
- Instituto Nacional de Bellas Artes de la Ciudad de México;
- Casa de la Cultura Ecuatoriana en Guayas;
- Palacio de Bellas Artes de San Francisco (California);
- Museo de Arte Moderno de Nueva York;
- Museo de Arte de Filadelfia
- Instituto de Arte de Chicago
- Museo Nacional de Arte Moderno de Tokio;
- Además de en distintos lugares de Europa: Museo de Arte Moderno de Eslovenia; Burdeos, París, Lille, Lyon y Toulouse (Francia); Londres (Reino Unido)y Lugano (Suiza), entre otros.